# Guy Nungesser
Pour les articles homonymes, voir Nungesser.
Guy Nungesser, né le 19 février 1931 à Vanves et mort le 8 mai 2013 à Vandœuvre-lès-Nancy, est un footballeur français.

## Biographie
Joueur de taille moyenne (1,75 m pour 68 kg), il évolue comme défenseur d'abord à Sochaux où il joue son premier match en Division 1 le 23 mars 1952. 
Puis il joue à Alès en Division 2 en 1955, avant de rejoindre Toulouse la saison suivante. Il remporte la Coupe de France avec ce club en 1957. 
Il part ensuite à Strasbourg, puis de nouveau à Alès et ensuite au Red Star. Il termine sa carrière à Lille en 1961.
Il entraîne plus tard l'ECAC Chaumont de 1972 à 1974.

## Carrière de joueur
- 1951-1954 :  FC Sochaux
- 1954-1956 :  Olympique d'Alès
- 1956-1957 :  Toulouse FC
- 1957-1958 :  RC Strasbourg
- 1958-1959 :  Olympique d'Alès
- 1959-1960 :  Red Star
- 1960-1962 :  Lille OSC[2]

## Palmarès
- International amateur
- Vainqueur de la Coupe de France 1957 avec le Toulouse FC